# Magdalena Kiszczyńska
Magdalena Kiszczyńska (ur. 14 kwietnia 1988 w Szczecinie) – polska tenisistka.

## Kariera tenisowa
Starty w profesjonalnych turniejach zaczęła jako piętnastolatka, w maju 2003 roku, w Warszawie na niewielkim turnieju ITF. Najpierw wygrała kwalifikacje, pokonując w decydującym o awansie meczu Rosjankę Olgę Panową, a potem, w fazie głównej turnieju, dotarła do półfinału. Tydzień później wystąpiła na podobnym turnieju w Olecku i wygrała cały turniej, pokonując między innymi Annę Żarską i Annę Korzeniak. Do sukcesów tego roku należy jeszcze doliczyć finał turnieju deblowego (w parze z Karoliną Kosińską) w Kędzierzynie-Koźlu. W następnych latach występowała głównie w turniejach rangi ITF, na których odniosła trzy zwycięstwa w singlu i osiemnaście w deblu.
W sierpniu 2004 roku otrzymała dziką kartę na turniej WTA w Sopocie, ale odpadła już w pierwszej rundzie, po przegranej z Czeszką Ivetą Benešovą. W lipcu 2009 roku zagrała w trzech turniejach WTA w grze podwójnej, wszystkie w parze z Olgą Brózdą. Było to w Bastad, w Pradze i w Bad Gastein. We wszystkich tych turniejach osiągała ćwierćfinał, pokonując po drodze odpowiednio pary: Youlia Fedossova-Teodora Mircic, Nikola Fraňková-Vanessa Henke i Alina Żydkowa-Carmen Klaschka. W 2010 roku, w parze ze Słowaczką Lenką Tvaroskovą, zagrała na turnieju w Strasburgu, ale odpadła w pierwszej rundzie. Były to jej jedyne kontakty z rozgrywkami cyklu WTA.

## Turnieje rangi ITF
| turnieje z pulą nagród 100 000 $ |
| turnieje z pulą nagród 75 000 $  |
| turnieje z pulą nagród 50 000 $  |
| turnieje z pulą nagród 25 000 $  |
| turnieje z pulą nagród 15 000 $  |
| turnieje z pulą nagród 10 000 $  |

### Gra pojedyncza

#### Mistrzyni (3)
|    | Data       | Turniej | Kat. | ($)    | Naw.   | Finalistka              | Wynik    |
| 1. | 25/05/2003 | Olecko  | ITF  | 10 000 | ziemna | Dominika Luzarowa       | 6:2, 3:0 |
| 2. | 15/10/2006 | Lagos   | ITF  | 25 000 | twarda | Laura Siegemund         | 6:4, 6:2 |
| 3. | 03/06/2007 | Olecko  | ITF  | 10 000 | ziemna | Aleksandra Majarczikowa | 6:2, 6:1 |

#### Finalistka (4)
|    | Data       | Turniej | Kat. | ($)    | Naw.   | Mistrzyni         | Wynik         |
| 1. | 23/05/2004 | Gdynia  | ITF  | 10 000 | ziemna | Klaudia Jans      | 4:6, 6:3, 3:6 |
| 2. | 11/07/2004 | Toruń   | ITF  | 25 000 | ziemna | Karolina Kosińska | 6:4, 5:7, 1:6 |
| 3. | 01/06/2008 | Olecko  | ITF  | 10 000 | ziemna | Edyta Cieplucha   | 2:6, 0:6      |
| 4. | 29/03/2009 | Gonesse | ITF  | 10 000 | ziemna | Julia Babilon     | 6:3, 3:6, 4:6 |

### Gra podwójna

#### Mistrzyni (18)
|     | Data       | Turniej        | Kat. | ($)    | Naw.     | Partnerka              | Finalistki                                       | Wynik          |
| 1.  | 25/03/2006 | Rzym           | ITF  | 10 000 | ziemna   | Simona Matei           | Stefania Chieppa Valentina Sulpizio              | 6:2, 6:3       |
| 2.  | 25/06/2006 | Davos          | ITF  | 10 000 | ziemna   | Lucie Kriegsmannova    | Erika Clarke Lorena Villalobos-Cruz              | 6:1, 7:6       |
| 3.  | 04/03/2007 | Buchen         | ITF  | 10 000 | dywanowa | Nikola Fraňková        | Eva Hoch Lisa Sabino                             | krecz          |
| 4.  | 20/04/2007 | Hvar           | ITF  | 10 000 | ziemna   | Mihaela Buzărnescu     | Emilie Bacquet Karolina Jovanovic                | 6:4, 6:2       |
| 5.  | 12/09/2007 | Sofia          | ITF  | 25 000 | ziemna   | Mihaela Buzărnescu     | Joana Cortez Teliana Pereira                     | 6:4, 6:7, 10–4 |
| 6.  | 06/10/2007 | Mitylena       | ITF  | 10 000 | twarda   | Olga Brózda            | Nicole Clerico Anna Koumantou                    | 6:2, 7:6       |
| 7.  | 12/10/2007 | Wolos          | ITF  | 10 000 | dywanowa | Olga Brózda            | Justyna Jegiołka Anastasija Wasyljewa            | 6:3, 7:6       |
| 8.  | 21/03/2008 | Rzym           | ITF  | 10 000 | ziemna   | Ksienija Mileuska      | Giulia Gatto-Monticone Federica Quercia          | 6:0, 6:4       |
| 9.  | 01/05/2008 | Olecko         | ITF  | 10 000 | ziemna   | Olga Brózda            | Annie Goransson Hanne Skak Jensen                | 6:4, 6:2       |
| 10. | 05/07/2008 | Toruń          | ITF  | 25 000 | ziemna   | Olga Brózda            | Mihaela Buzărnescu Anastasija Piwowarowa         | 4:6, 6:4, 10–2 |
| 11. | 15/08/2008 | Palić          | ITF  | 50 000 | ziemna   | Olga Brózda            | Mervana Jugić-Salkić Teodora Mirčić              | 6:3, 7:6       |
| 12. | 06/09/2008 | Brno           | ITF  | 25 000 | ziemna   | Olga Brózda            | Hana Birnerova Darina Sedenkova                  | 6:2, 6:2       |
| 13. | 22/03/2009 | Amiens         | ITF  | 10 000 | ziemna   | Olga Brózda            | Bianca Hincu Anaïs Laurendon                     | 6:2, 6:1       |
| 14. | 29/03/2009 | Gonesse        | ITF  | 10 000 | ziemna   | Olga Brózda            | Martina Caciotti Nicole Clerico                  | 6:1, 6:2       |
| 15. | 07/03/2010 | Lyon           | ITF  | 10 000 | twarda   | Olga Brózda            | Elena Bogdan Stephanie Vongsouthi                | 5:7, 6:4, 10–6 |
| 16. | 17/04/2010 | Tessenderlo    | ITF  | 25 000 | ziemna   | Emma Laine             | Olga Brózda Barbara Sobaszkiewicz                | 6:4, 6:1       |
| 17. | 06/08/2011 | Iława          | ITF  | 10 000 | ziemna   | Huỳnh Phương Đài Trang | Karolina Kosińska Aleksandra Rosolska            | 2:6, 6:3, 10–7 |
| 18. | 25/11/2011 | La Vall d’Uixó | ITF  | 10 000 | ziemna   | Viktorija Golubic      | Ivonne Cavalle-Reimers Arabela Fernandez-Rabener | 7:5, 3:6, 10–8 |